# Hvozdnice (district de Hradec Králové)
Pour les articles homonymes, voir Hvozdnice.
Hvozdnice (en allemand : Wosnitz) est une commune du district de Hradec Králové, dans la région de Hradec Králové, en République tchèque. Sa population s'élevait à 261 habitants en 2022.

## Géographie
Hvozdnice se trouve à 9 km à l'ouest-sud-ouest du centre de Hradec Králové et à 92 km à l'est-nord-est de Prague.
La commune est limitée par Těchlovice au nord, par Stěžery à l'est, par Urbanice et Lhota pod Libčany au sud, et par Libčany à l'ouest.

## Histoire
La première mention écrite de la localité date de 1365.

## Galerie

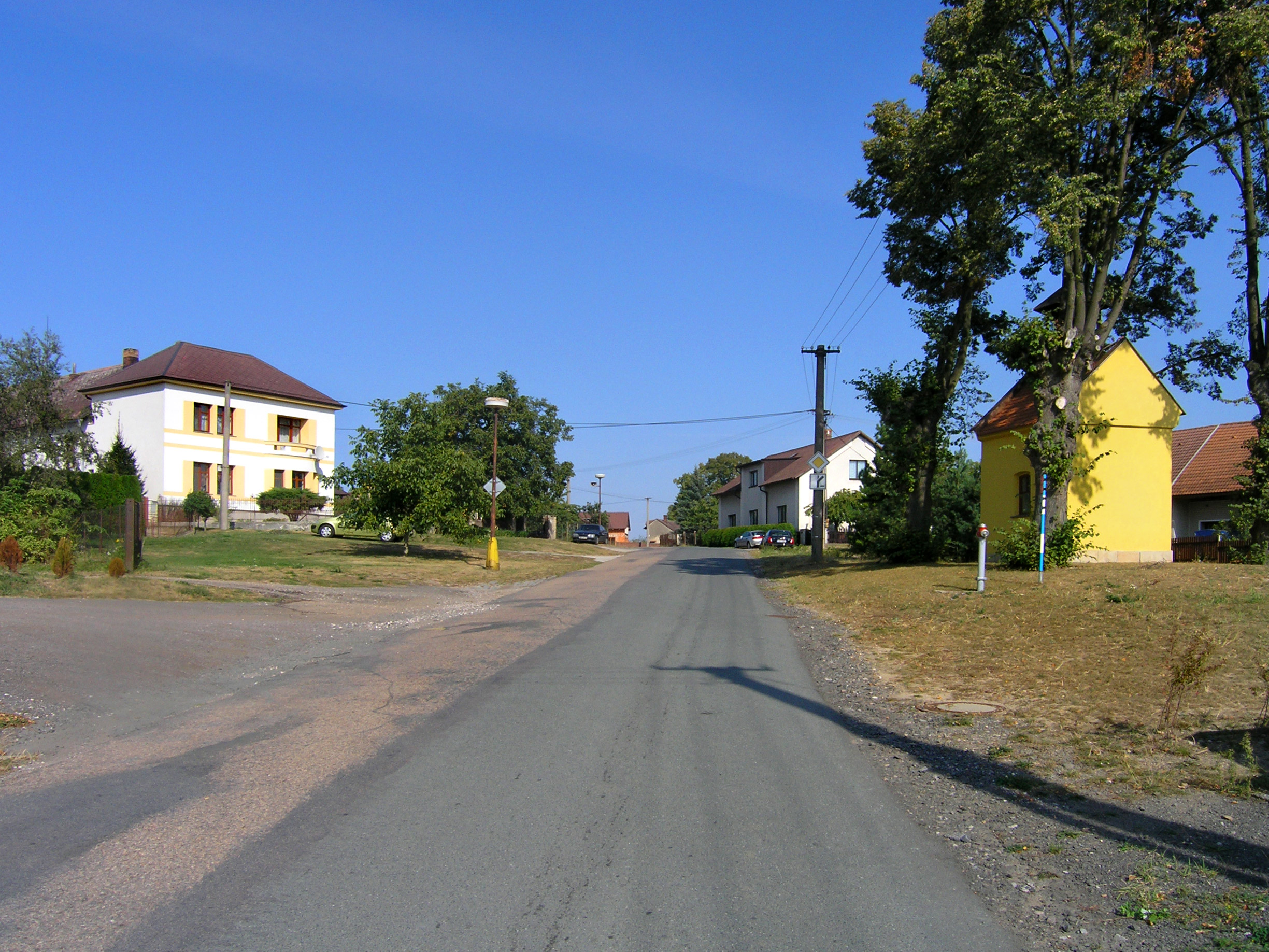
Hvozdnice : partie ouest.
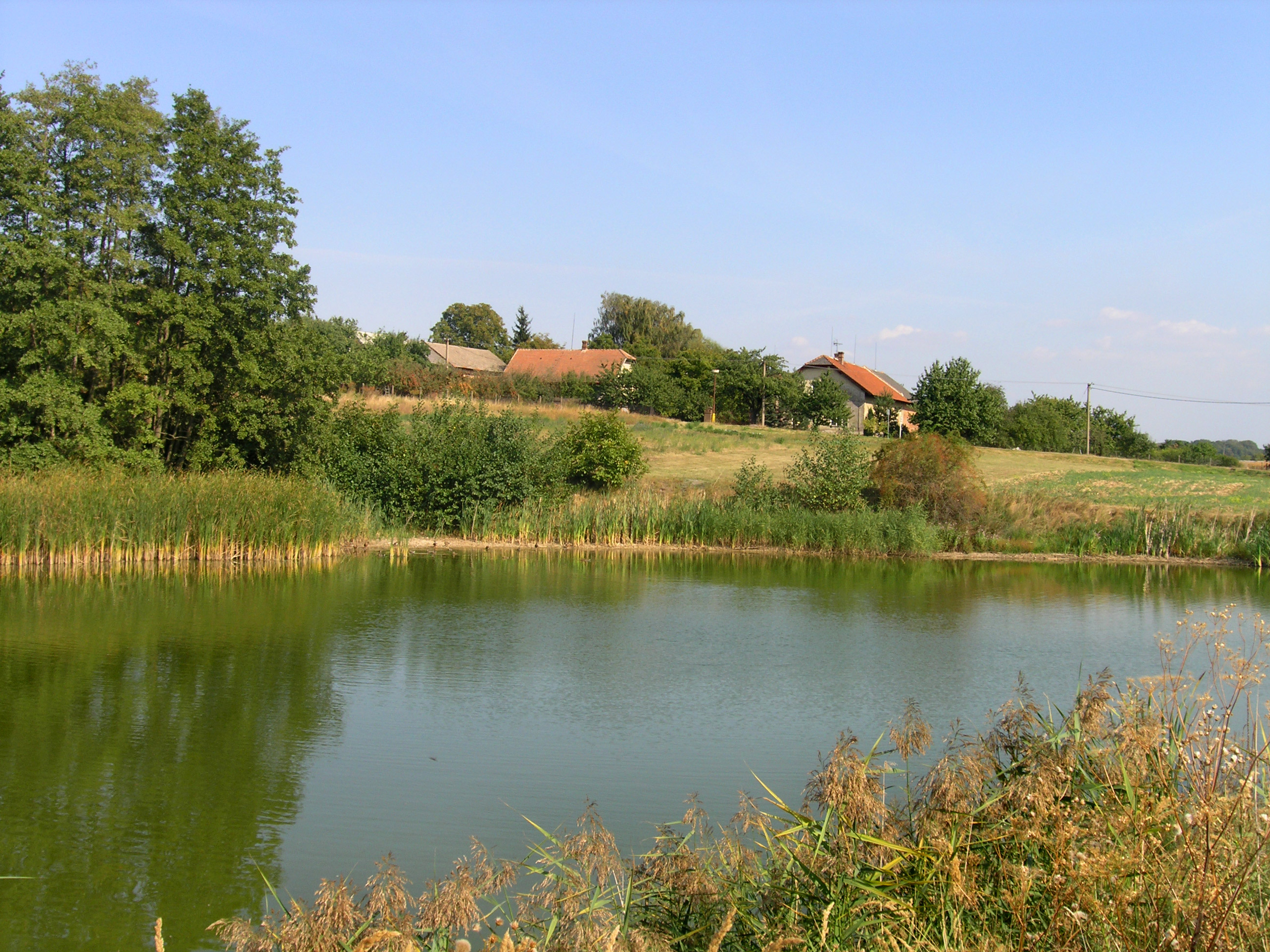
Étang au sud de Hvozdnice.

## Transports
Par la route, Hvozdnice se trouve à 11 km de Hradec Králové et à 107 km de Prague. 